# Usèr (Ardecha)
Usèr (oficialment Uzer) és un municipi d'Occitània, situat al departament de l'Ardecha i a la regió d'Alvèrnia-Roine-Alps. L'any 2007 tenia 393 habitants.

## Demografia

### Població
El 2007 la població de fet d'Uzer era de 393 persones. Hi havia 175 famílies de les quals 45 eren unipersonals (33 homes vivint sols i 12 dones vivint soles), 69 parelles sense fills, 45 parelles amb fills i 16 famílies monoparentals amb fills.
La població ha evolucionat segons el següent gràfic:
Habitants censats

### Habitatges
El 2007 hi havia 252 habitatges, 176 eren l'habitatge principal de la família, 66 eren segones residències i 9 estaven desocupats. 222 eren cases i 26 eren apartaments. Dels 176 habitatges principals, 126 estaven ocupats pels seus propietaris, 43 estaven llogats i ocupats pels llogaters i 7 estaven cedits a títol gratuït; 4 tenien una cambra, 10 en tenien dues, 33 en tenien tres, 57 en tenien quatre i 72 en tenien cinc o més. 133 habitatges disposaven pel capbaix d'una plaça de pàrquing. A 76 habitatges hi havia un automòbil i a 88 n'hi havia dos o més.

### Piràmide de població
La piràmide de població per edats i sexe el 2009 era:
| Homes | Edats   | Dones |
| ----- | ------- | ----- |
| 0     | 95 o +  | 4     |
| 0     | 90 a 94 | 0     |
| 0     | 85 a 89 | 4     |
| 8     | 80 a 84 | 4     |
| 4     | 75 a 79 | 12    |
| 8     | 70 a 74 | 12    |
| 16    | 65 a 69 | 20    |
| 12    | 60 a 64 | 24    |
| 8     | 55 a 59 | 16    |
| 20    | 50 a 54 | 8     |
| 8     | 45 a 49 | 4     |
| 16    | 40 a 44 | 8     |
| 16    | 35 a 39 | 12    |
| 4     | 30 a 34 | 12    |
| 8     | 25 a 29 | 4     |
| 4     | 20 a 24 | 8     |
| 4     | 15 a 19 | 8     |
| 8     | 10 a 14 | 0     |
| 8     | 5 a 9   | 4     |
| 4     | 0 a 4   | 4     |

## Economia
El 2007 la població en edat de treballar era de 240 persones, 168 eren actives i 72 eren inactives. De les 168 persones actives 141 estaven ocupades (83 homes i 58 dones) i 27 estaven aturades (11 homes i 16 dones). De les 72 persones inactives 38 estaven jubilades, 11 estaven estudiant i 23 estaven classificades com a «altres inactius».

### Ingressos
El 2009 a Uzer hi havia 183 unitats fiscals que integraven 413 persones, la mediana anual d'ingressos fiscals per persona era de 16.155 €.

### Activitats econòmiques
Dels 18 establiments que hi havia el 2007, 1 era d'una empresa alimentària, 4 d'empreses de fabricació d'altres productes industrials, 2 d'empreses de construcció, 5 d'empreses de comerç i reparació d'automòbils, 1 d'una empresa de transport, 3 d'empreses d'hostatgeria i restauració, 1 d'una empresa immobiliària i 1 d'una empresa de serveis.
Dels 3 establiments de servei als particulars que hi havia el 2009, 1 era una oficina de correu, 1 lampisteria i 1 electricista.
Dels 3 establiments comercials que hi havia el 2009, 1 era una botiga de menys de 120 m², 1 una fleca i 1 una botiga d'electrodomèstics.
L'any 2000 a Uzer hi havia 9 explotacions agrícoles que ocupaven un total de 44 hectàrees.

## Equipaments sanitaris i escolars
El 2009 hi havia una escola elemental integrada dins d'un grup escolar amb les comunes properes formant una escola dispersa.

## Poblacions properes
El següent diagrama mostra les poblacions més properes.